# Bartosz Niedźwiecki

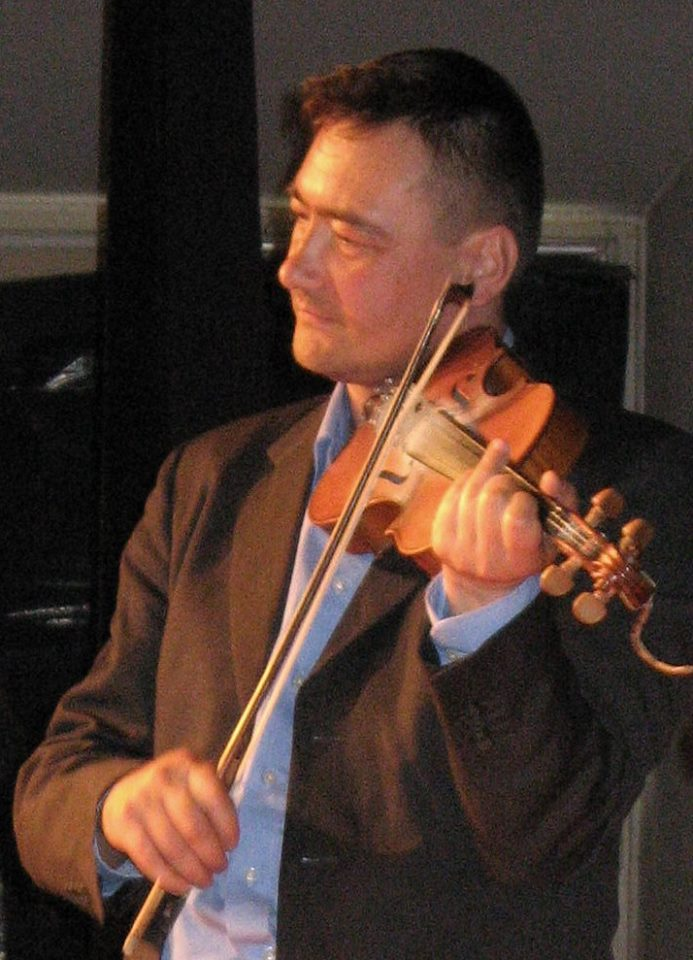
Bartosz Niedźwiecki

Bartosz Niedźwiecki (ur. 1975) – polski skrzypek ludowy.

## Życiorys
Pochodzi z rodziny o tradycjach muzykanckich, do której należeli skrzypek Antoni Niedźwiecki (pradziadek), grający na trąbce Edward Niedźwiecki (dziadek), skrzypek Izydor Defański (dziadek), skrzypek i trębacz Zbigniew Niedźwiecki (ojciec).
Dwukrotny laureat Ogólnopolskiego Festiwalu Kapel i Śpiewaków Ludowych w Kazimierzu nad Wisłą w kategorii solista instrumentalista (2008, 2011); czterokrotny laureat Mazowieckiego Przeglądu Kapel i Śpiewaków Ludowych w Mińsku Mazowieckim w kategorii solistów i kapel oraz w kategorii Duży – Mały (2008, 2010, 2011, 2012); laureat Przeglądu Instrumentalistów „Kurpiowskie Granie” w Lelisie w kategorii instrumentalistów solistów (2007), Mazowieckiego Majowego Muzykowania w Watkowie, Międzywojewódzkiego Przeglądu Kapel Ludowych w Bedlnie w kategorii solistów instrumentalistów. Stypendysta Ministra Kultury (projekt Trzy regiony, trzech skrzypków, trzy style).
Prowadzi Kapelę Mazowiecką, z którą prezentuje autentyczny folklor muzyczny Mazowsza Północnego. Zajmuje się edukacją w zakresie polskiej muzyki ludowej.
Aranżował muzykę ludową (kolejne projekty folkowe zdobywały najwyższe miejsca podczas różnych edycji Festiwalu Folkowego Polskiego Radia „Nowa Tradycja”) i komponował muzykę opartą na stylistyce muzyki tradycyjnej.
Animator kultury – zainicjował powstanie Mazowieckiej Szkoły Muzyki Ludowej; współpracował ze Stowarzyszeniem „Dom Tańca” (prowadzenie warsztatów), Radiowym Centrum Kultury Ludowej (audycja pt. "Jak słuchać oberka"), Muzeum Szlachty Mazowieckiej w Ciechanowie (dokumentacja folkloru muzycznego Mazowsza Północnego) pismem folkowym „Gadki z Chatki” (cykl artykułów „Cztery natury oberka”), Archiwum Fonograficznym Instytutu Sztuki PAN. Jest członkiem Stowarzyszenia Twórców Ludowych.